# 해필리 디보스드
《해필리 디보스트》(영어: Happily Divorced)는 2011년부터 2013년까지 방영된 시트콤이다.